# 57e régiment de transmissions
Le 57e bataillon puis régiment de Transmissions, implanté au quartier Drouot à Mulhouse depuis 10 septembre 1961, a été dissous le 31 juillet 1993 à la suite d'une profonde réorganisation de l'Arme des Transmissions.

## Historique du57eR.T.
Le 16 février 1955, le 47e Bataillon de Transmissions est dissous et donne naissance à deux unités distinctes :
- le 54e Bataillon de Transmissions adapté à la 4e Division d'Infanterie ;
- la 57e Compagnie de Transmissions.

La 57e Compagnie de Transmissions, stationnée à Constance participe à l'expérimentation « JAVELOT » qui prévoit la création de la Division 59.
En mai 1956, la 57e Compagnie de Transmissions, unité des transmissions de la 7e Division Mécanique Rapide, elle est envoyée à Alger. Le 16 août 1956, renforcée par le groupe mobile no 3 du 45e Régiment de Transmissions, elle constitue le 57e Bataillon de Transmissions. Il participe à l'opération de Suez en novembre 1956. Le bataillon sera présent en Algérie sous-secteur de la Mitidja, il sera responsable du quartier de la maison blanche Bouhamedi, il sera présent sur le barrage algéro-tunisien, ensuite à Tebessa jusqu'en 1961.
Le 10 septembre 1961, il regagne la métropole et s'installe au quartier Drouot à Mulhouse.
Le 10 mai 1969, le 57e Bataillon de Transmissions prend l'appellation de 57e Régiment de Transmissions. Il reçoit son drapeau des mains du général de Boissieu le 14 juillet 1969.
En 1970, il intègre au régiment l'escadron de quartier général de la 7e Division. Il devient le 57e Régiment de Commandement et de Transmissions de la 7e Division.
En 1977 à la reconstruction du 1er Corps d'Armée, elle implique et modifie la composition et la mission du régiment. Le 1er août 1977, le 57e Régiment de Commandement et de Transmissions devient le 57e Régiment de Transmissions, il sera régiment de transmissions de la zone arrière du 1er Corps d'Armée.
En 1983, réorganisation des structures RITA, le 57e Régiment de Transmissions perd sa vocation de régiment de l'arrière pour devenir l'un des trois régiments de transmissions du 1er Corps d'Armée.
En 1985, une nouvelle réorganisation impose la dissolution du 54e Régiment de Transmissions, ce qui permet au 57e Régiment de Transmissions de devenir l'un des deux régiments de transmissions du 1er Corps d'Armée.
En juillet 1990, le 1er Corps d'Armée est dissous, le 57e Régiment de Transmissions devient un élément organique de la 1re Armée.
À la suite d'une profonde réorganisation de l'Arme des Transmissions, le 31 juillet 1993, le 57e Régiment de Transmissions est dissous.

## Drapeau du régiment
Son drapeau ne porte aucune inscription.

## Chefs de corps

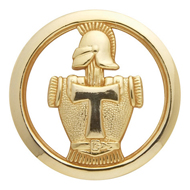
Insigne de béret des transmissions

- Chef de Bataillon DELAVEAU 1963 - 1966
- Chef de Bataillon LECLERC 1966 - 1969
- Lieutenant-Colonel LE CHARLES 1969-1970
- Lieutenant-Colonel MACHON 1970-1972
- Lieutenant-Colonel GENELOT 1972-1974
- Colonel RAVANELLO 1974-1976
- Colonel BARGUIL 1976-1978
- Colonel BLANCHET 1978-1980
- Colonel VIGNAUD 1980-1982
- Colonel CELLERIER 1982-1984
- Colonel ALLAIRE 1984-1986
- Colonel ECKERT 1986-1988
- Colonel VIEILLEFOND 1988-1990
- Colonel GUTEKUNST 1990-1993

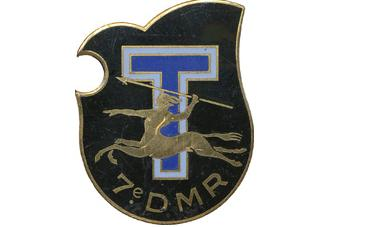
Insigne de la 7e division mécanique rapide.
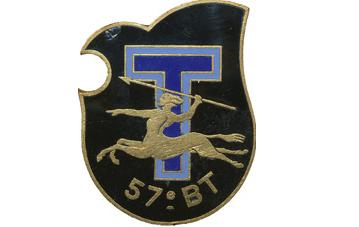
Insigne régimentaire du 57e bataillon de Transmissions.
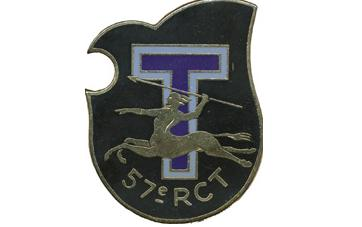
Insigne régimentaire du 57e régiment de commandement et de transmissions.

## Sources et bibliographies
Des renseignements sur le 57e Régiment de Transmissions peuvent être trouvés sur le site de l'Amicale des Anciens du 57e Régiment de Transmissions et des Transmetteurs du Haut-Rhin, sur liens externes ci-dessous.
Ce site, créé et mis à jour par la secrétaire de l'Amicale, est dédié aux militaires ayant servi au sein du 57 (BT, RCT ou RT) mais aussi à tous les camarades Transmetteurs et à tous les internautes qui portent un intérêt à l'Arme des Transmissions et au souvenir de ce prestigieux régiment en particulier.